# Rävliden
Rävliden är ett naturreservat i Lycksele kommun i Västerbottens län.
Området är naturskyddat sedan 1997 och är 55 hektar stort. Reservatet ligger i en nordvästsluttning av berget Mörkliden och består av grandominerad barrskog.